# Faustine Noguès
Pour les articles homonymes, voir Noguès.
Faustine Noguès, née en 1993 à Toulouse, est une autrice et metteuse en scène française. Elle est directrice artistique de la compagnie Madie Bergson, au sein de laquelle elle met en scène ses textes.

## Biographie
Sa première pièce, Surprise parti (2018), publiée aux Éditions Théâtrales, s’inspire de l’élection de l’humoriste punk Jon Gnarr à la mairie de Reykjavik, la capitale de l’Islande après la création d’un parti satirique,. 
La pièce reçoit le prix des Journées des Auteurs de Lyon, la bourse d’écriture Beaumarchais-SACD, l’aide à la création d’Artcena, le prix des lecteurs du Gard organisé par la Chartreuse, le soutien de Contxto et est sélectionnée par les comités de lecture du Théâtre du Rond-Point, de la Comédie Française et de la Mousson d’été.
En 2020, elle met en scène Surprise parti et est lauréate du dispositif Forte de la Région Île-de-France,.
Sa deuxième pièce, Les Essentielles (2018) raconte une grève aux méthodes insolites dans un abattoir de bovins. Elle est lauréate du label Jeunes Textes en Liberté, et est sélectionnée par les comités de lecture Collisions, du Théâtre de la Tête noire à Saran et d’Osez les autrices,.
À la suite d’une commande de Paul Desveaux, elle écrit Angela Davis, une histoire des États-Unis (2019), publiée aux Éditions Lansman. Il s’agit d’un seul en scène parlé et slamé sur la figure de la militante afro-féministe. Elle bénéficie d’une résidence à la Chartreuse-CNES de Villeneuve lez Avignon. Le texte est créé en 2021 avec Astrid Bayiha dans le rôle d’Angela Davis.
En 2021, elle est lauréate des résidences d’écrivain en région Île-de-France et mène, en partenariat avec le Festival Rumeurs Urbaines - cie Le Temps de Vivre, un projet sur le territoire des Hauts-de-Seine qui aboutira à l’écriture de la pièce jeune public Moi c’est Talia. Elle bénéficie d’une résidence à la Chartreuse pour écrire cette pièce qui décortique les bavardages mentaux d’une collégienne tentant de répondre à la question : est-ce possible de ne penser à rien ? Le texte est créé en 2023 au Théâtre Paris-Villette dans une mise en scène de Faustine Noguès. 
En 2021, Elemawusi Agbedjiji l’invite à participer au Festival togolais La Fabrique de Fictions. À la suite d'une résidence d’un mois à Lomé, elle écrit le texte Impulsion, créé en octobre 2022 à Lomé dans une mise en scène de Nathalie Houvo-Yekpe.
En réponse à une commande du collectif Le Bleu d’Armand, elle écrit Grand pays (2022), une fiction inspirée du procès de Cédric Herrou et des événements survenus dans la vallée de la Roya après le rétablissement du contrôle aux frontières en 2015. La pièce est créée en 2022 à Château Rouge, théâtre d’Annemasse.
Faustine Noguès est également lauréate de la première édition du dispositif Auteurs en Tandem (2021), visant à mêler écritures de théâtre et de cirque.

## Œuvres

### Théâtre
- Les Essentielles, 2018
- Surprise parti, 2019, Éditions Théâtrales
- Impulsion, 2021
- Vestiaire, 2021
- Angela Davis, une histoire des États-Unis, 2022, Lansman
- Grand pays, 2022, L'Oeil du Prince[15]
- Moi c'est Talia, 2023, L'Oeil du Prince, collection Jeunesse[16]

### Mises en scène
- 2020 : Surprise parti, texte et mise en scène de Faustine Noguès, Théâtre de la Reine Blanche, Paris.
- 2023 : Moi c'est Talia, texte et mise en scène de Faustine Noguès, Théâtre Paris-Villette
- 2024 : Les Essentielles, texte et mise en scène de Faustine Noguès